# Kelawakaju mulu
Espèce
Kelawakaju mulu est une espèce d'araignées aranéomorphes de la famille des Salticidae.

## Distribution
Cette espèce est endémique du Sarawak en Malaisie,. Elle se rencontre dans le parc national du Gunung Mulu.

## Description
La carapace du mâle holotype mesure 2,85 mm de long et l'abdomen 3,05 mm et la carapace de la femelle paratype 2,7 mm de long et l'abdomen 3,55 mm.

## Systématique et taxinomie
Cette espèce a été décrite par Maddison et Ruiz en 2022.

## Étymologie
Son nom d'espèce lui a été donné en référence au lieu de sa découverte, le parc national du Gunung Mulu.

## Publication originale
- Maddison, Ruiz, Ng, Vishnudas & Sudhikumar, 2022 : « Kelawakaju gen. nov., a new Asian lineage of marpissine jumping spiders (Araneae, Salticidae, Marpissina). » ZooKeys, vol. 1130, p. 79-102 (texte intégral).